# Via Crucis (Fernando Botero)
Vía Crucis, término latino que significa en español ‘camino de la cruz’, es una serie de obras de arte del pintor y escultor colombiano Fernando Botero sobre el tema de la Pasión del Cristo. Botero trabajó durante cinco meses sobre este proyecto antes de presentarlo por primera vez en 2011 en la galería Marlborough a Nueva York. Mientras que inicialmente decidió poner a la venta las obras del Vía Crucis con precios que variaban de 60 000 dólares para los dibujos al lápiz y en color a un millón y medio de dólares, finalmente donó las 61 obras que la componen al museo de Antioquia ubicado en Medellín, su ciudad natal.

## Presentación

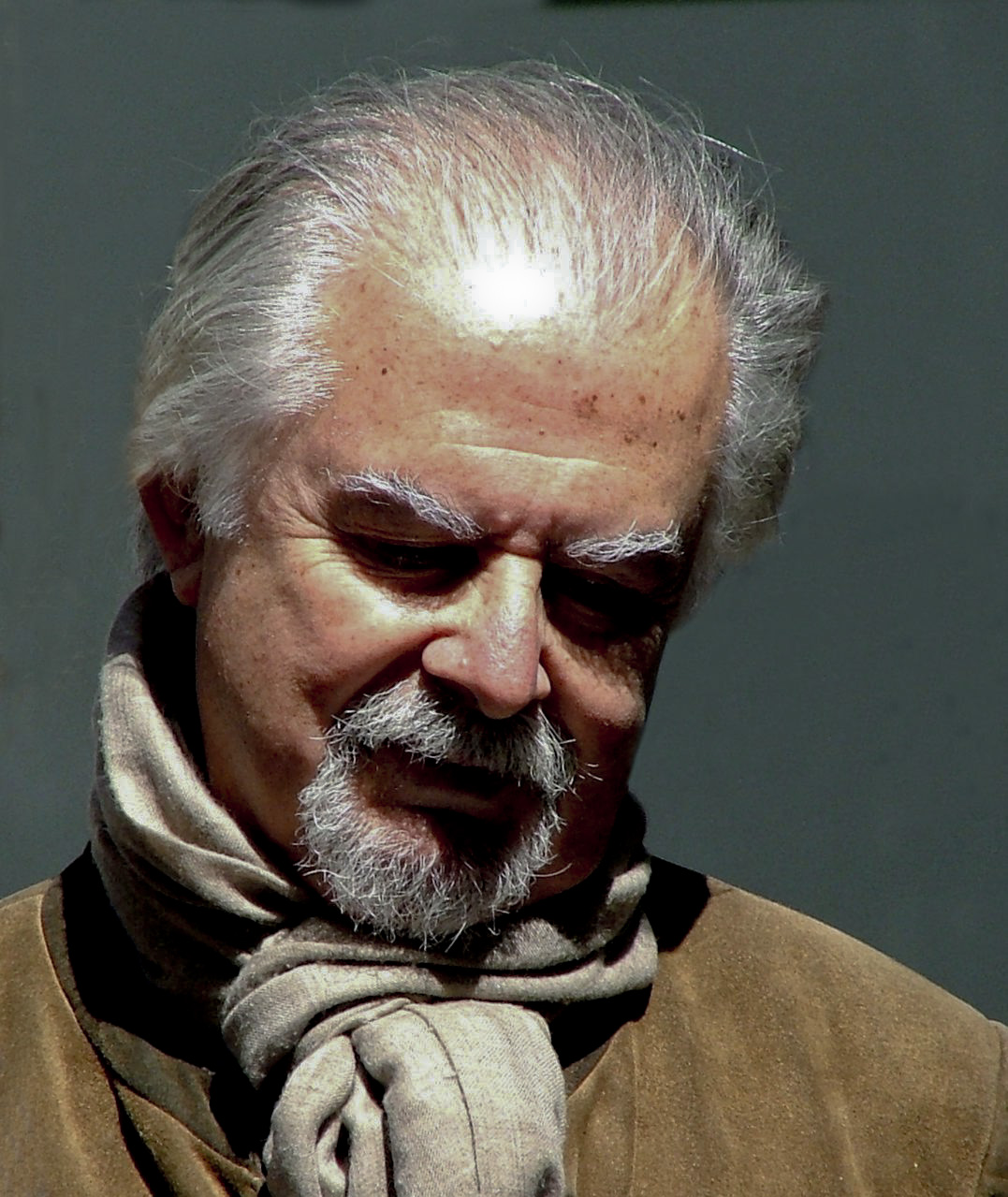
Fernando Botero en 2006.

Durante las exposiciones, Vía Crucis reúne 27 óleos sobre lienzo de diversos tamaños y 34 dibujos sobre papel. Representa varios capítulos y personajes bíblicos que interpretan un papel, de la marcha de Cristo hasta su muerte sobre la cruz según la fe cristiana. Así, numerosos aspectos del camino de la cruz están abordados como por ejemplo el beso de Judas, la Crucifixión, el dolor de la Virgen María, el entierro del Cristo, Poncio Pilato, la Corona de espinas  o incluso el Ecce homo.
Según la directora del museo de Antioquía, Ana Piedad Jaramillo Restrepo, esta exposición permite «ver la religión desde el punto de vista contemporáneo, lo que se sufre en este momento y cuál es el vía crucis actual». Al contrario de las pinturas de su precedente exposición en 2006 sobre la prisión de Abu Ghraib en Irak, Botero decidió poner a la venta las obras del Vía Crucis.

## Inspiración
Con el fin de realizar Vía Crucis, Botero apoyó su inspiración en sus numerosos años de estudios y de admiración por el arte clásico y el del Renacimiento italiano vía las pinturas de Piero della Francesca. El artista colombiano remarca que el tema religioso es muy importante en las pinturas de los siglos XIII al XV siglo antes de desaparecer en un mundo que llegó a ser más laico, resultando incluso ser casi un tabú después de la Revolución francesa. Observa igualmente que ningún artista considerado como de entidad, excepto Pablo Picasso a través de una acuarela que representa la Crucifixión, ha pintado a Cristo durante el Siglo XIX o el Siglo XX y que no hay ninguna imagen religiosa impresionista. Decide pues de tomar el tema del camino de cruz para su nuevo proyecto. Intentando abordarlo «a través de los ojos de un artista moderno, en un espíritu de gran respeto», trabaja entre cinco a seis mes. Al final, realiza 40 pinturas al óleo y 35 dibujos.

## Exposiciones y recepción del público
En 2011, Vía Crucis estuvo expuesta del 27 de octubre al 3 de diciembre en la galería Marlborough de Manhattan en Nueva York,. Para Botero, esta ciudad estadounidense es «probablemente el sitio menos propicio [para esta exposición] porque es una sociedad completamente secularizada, donde la gente piensan más en sus asuntos.  Que, de pronto, le traigan a Cristo es lo opuesto a todo lo que significa  y hace Nueva York, ciudad que hoy es una apología del vicio». El 3 de abril de 2012, la exposición Vía Crusis abrió sus puertas en el museo de Antioquía ubicado en Medellín, la ciudad natal del artista colombiano. El éxito fue considerable, la exposición que acogió aproximadamente 5000 personas durante las tres primeros días de apertura, es decir cuarenta horas. Después, hizo una gira por el palacio nacional de Ajuda a Lisboa, a Portugal, de acoger la exposición del 15 de noviembre de 2012 al 27 de enero de 2013. inaugurada por el ministerio de los Asuntos exteriores colombianos en el marco del plan de promoción de Colombia hacia el exterior y para reforzar los vínculos de amistad con Portugal, fue inaugurada la víspera de su apertura por el presidente colombiano Juan Manuel Santos y por la ministra colombiana María Ángela Holguín. Del 21 de marzo al 30 de septiembre de 2015, estuvo en el palacio de los Normandos en Palermo, en Sicilia.

## Donación
En 2012, mientras que Vía Crucis está en el museo de Antioquía de Medellín, Fernando Botero anuncia el 3 de abril de 2012, día de Viernes Santo, que dona a este museo las 27 pinturas al óleo y los 34 dibujos que componen la exposición. Según un comunicado del museo, Botero «ha querido expresar la inmensa alegría que le procuró la recepción de su última obra en la ciudad así como las demostraciones de afecto por parte de sus conciudadanos por sus 80 años». Con este acto de generosidad, el museo de Antioquia resulta ser el establecimiento que tiene el mayor número de obras de Botero, con un total de 187 que comprende los lienzos, los dibujos y las esculturas.

## Lista de las obras
Vía Crucis reúne los 27 óleos sobre lienzo y 34 dibujos sobre papel siguientes:
| Nombre                           | Técnica y soporte utilizada               | Año  | Dimensiones            | Fuentes |
| -------------------------------- | ----------------------------------------- | ---- | ---------------------- | ------- |
| Cabeza de Cristo                 | Pintura al óleo                           | 2010 | 17 3/4 x 15 pouces     | [ 8 ]   |
| Los clavos                       | Pintura al óleo                           | 2011 | 14 1/8 x 15 3/4 pouces | [ 8 ]   |
| Jesús y la multitud              | Pintura al óleo                           | 2010 | 106 x 81 pouces        | ·       |
| Jesús encuentra a su madre       | Pintura al óleo                           | 2011 | 57 1/8 x 63 pouces     | [ 8 ]   |
| Descenso de la cruz              | Pintura al óleo                           | 2010 | 90 1/8 x 50 pouces     | [ 8 ]   |
| Entierro de Cristo               | Pintura al óleo                           | 2010 | 59 x 79 7/8 pouces     | [ 8 ]   |
| Jesús en el huerto de los olivos | Acuarela y lápiz sobre papel              | 2011 | 15 3/4 x 11 3/4 pouces | [ 8 ]   |
| El beso de Judas                 | Acuarela y lápiz sobre papel              | 2010 | 15 3/4 x 11 3/4 pouces | [ 8 ]   |
| Juegan la túnica de Jesús        | Acuarela y lápices de colores sobre papel | 2011 | 11 3/4 x 15 3/4 pouces | [ 8 ]   |
| Jesús Muerto                     | Acuarela y lápices de color sobre papel   |      | 11 3/4 x 15 3/4 pouces | [ 8 ]   |
| Madre de Cristo                  | Pintura al óleo                           | 2010 | 45 x 36 cm             | [ 15 ]  |
| Madre afligida                   | Pintura al óleo                           | 2010 | 71 x 58 cm             | [ 16 ]  |
| El beso de Judas                 | Pintura al óleo                           | 2010 | 138 x 159 cm           | ·       |
| Jesús ha muerto                  | Pintura al óleo                           | 2011 | 134 x 191.1 cm         | [ 18 ]  |
| Crucifixión                      | Pintura al óleo                           | 2011 | 206 x 150 cm           | [ 14 ]  |